# Перегринация

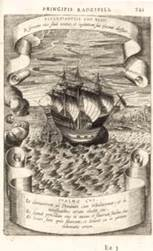
Иллюстрация на одной из страниц в книге «Перегринация»

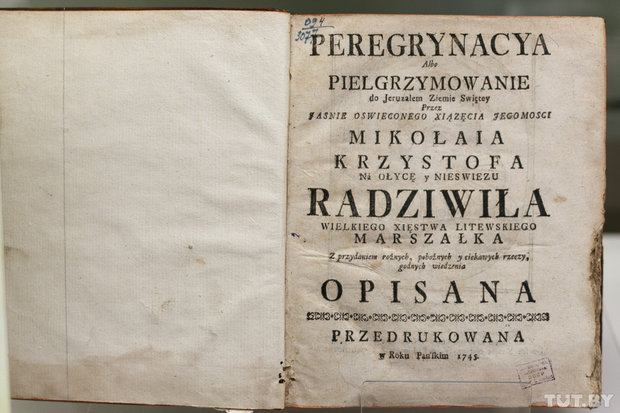
Книга "Перегринация", изданная в 1745 году

Перегринация (лат., от peregre — вне отечества, за границею) — первое научно-популярное географическое издание, единственный до XIX века точный справочник для жителей Речи Посполитой и России о Востоке.
В 1601 году в Пруссии на латинском языке был издан дневник Николая Криштофа Радзивилла Сиротки, составленный во время путешествия в Святую Землю (1583-1584). Он посетил Крит, Кипр, Сирию, Палестину, Египет. Свое путешествие он и описал в книге «Перегринация».
После возвращения Николай Криштоф Радзивилл Сиротка приказал построить в Мире (современная Гродненская область) костёл, при копании котлована для которого был найден скелет мамонта, выставленный потом для демонстрации в костёле. Это идея Сиротки, возможно, связана с его путешествием в Египет, где он заинтересовался мумиями, которые хотел, но не смог привезти в Беларусь. Николай Криштоф Радзивилл Сиротка пригласил гравёра и картографа Томаша Маковского руководить типографией в Несвиже. В 1613 году в Амстердаме он выгравировал первую карту ВКЛ, которая включала важнейшие сведения о белорусских землях.